# Laboratoires Pierre Fabre
Labortoires Pierre Fabre — французская фармацевтическая и косметическая компания. Штаб-квартира расположена в Париже. Основана в 1962 году в городе Кастр Пьером Фабром (1926—2013).
Основным акционером компании является Фонд Пьера Фабра, основанный в 1999 году.

## История
Компания была основана в 1962 году. В 1963 году была куплена фармацевтическая лаборатория Laboratoires INAVA, через два года — производитель средств для ухода за кожей Laboratoires Klorane, в 1969 году — Laboratoires Ducray. В 1970 году были созданы филиалы в Испании, Португалии, Италии и Германии. В конце 1970-х годов было сделано ещё два приобретения: Laboratoires Galénic в 1977 году и René Furterer в 1978 году. В 1986 году в Японии было создано совместное предприятие с Shiseido. В 1989 году на рынок был допущен наиболее известный препарат компании, винорелбин, применяемый при лечении некоторых форм рака; в этом же году была основана лаборатория Avène по производству средств на основе воды термальных источников. В 2002 году была куплена американская компания Genesis, а в 2006 году — контрольный пакет акций бразильской компании Darrow Laboratorios.

## Деятельность
Основные подразделения:
- Фармацевтика — препараты Permixon, Tardyferon, Cyclo 3, Braftovi&Mektovi, Braftovi, Nerlynx, Curacné, Dexeryl, Hemangiol, Naturactive; 44 % выручки;
- Косметика — бренды EAU THERMALE AVÈNE, A-DERMA, DUCRAY, KLORANE, RENÉ FURTERER, PIERRE FABRE ORAL CARE (Elgydium, Arthrodont, Inava), GLYTONE (США), DARROW (Бразилия); 54 % выручки.